# Nippancistroger
Nippancistroger is een geslacht van rechtvleugeligen uit de familie Gryllacrididae. De wetenschappelijke naam van dit geslacht is voor het eerst geldig gepubliceerd in 1913 door Griffini.

## Soorten
Het geslacht Nippancistroger omvat de volgende soorten:
- Nippancistroger izuensis Ichikawa, 2001
- Nippancistroger koreanus Storozhenko & Paik, 2003
- Nippancistroger sinensis Tinkham, 1936
- Nippancistroger testaceus Matsumura & Shiraki, 1908